# Dolichosaccus novaezelandiae
Dolichosaccus novaezelandiae är en plattmaskart som beskrevs av Prudhoe 1972. Dolichosaccus novaezelandiae ingår i släktet Dolichosaccus och familjen Plagiorchiidae. Inga underarter finns listade i Catalogue of Life.